# Kościół Matki Bożej Nieustającej Pomocy w Łąkcie Górnej
Kościół Matki Bożej Nieustającej Pomocy w Łąkcie Górnej  – kościół parafialny zlokalizowany we wsi Łąkta Górna, w gminie Żegocina, w powiecie bocheńskim, w województwie małopolskim. Obiekt wybudowano w latach 1989–1992; kościół znajduje się w dekanacie lipnickim.

## Historia
Łąkta Górna nie miała kościoła, a najbliższy znajdował się w oddalonej Żegocinie. Stała tu tylko stara kaplica dworska ufundowana przez szlachecką rodzinę Armantowiczów, w której odprawiane były msze. W kaplicy znajdował się prosty ołtarz z obrazem Matki Bożej Nieustającej Pomocy ufundowany przez Adama Rutkowskiego, a namalowany przez kogoś z jego rodziny. 
W powstanie kościoła zaangażowany był ks. prałat Antoni Poręba (1936–2003). We wsi, w miejscu tworzących się podwalin dzisiejszej parafii,  mieszkały dwie siostry Maria i Janina Paruch. Po ich śmierci, starą chałupę odkupił od rodziny Teofil kukla. Według planu zagospodarowania w miejscu chaty miała powstać oczyszczalnia ścieków, ale mieszkańcy protestowali. Ks. Poręba poprosił, aby pan Teofil Kukla odsprzedał pole na rzecz parafii. I tak się stało. 
Najpierw zbudowano prowizoryczną kaplicę, a następnie, w ciągu 18 miesięcy roboczych, wybudowano kościół. 29 czerwca 1986 roku papież Jan Paweł II poświęcił w Watykanie obraz zakupiony przez tutejszych parafian. W 1992 roku kościół został poświęcony, a obraz z tymczasowej kaplicy przeniesiono do kościoła. Do parafii należą Łąkta Górna i Łąkta Dolna.